# اچ‌ام‌ای‌اس وسترالیا (اف۹۵)
اچ‌ام‌ای‌اس وسترالیا (اف۹۵) (به انگلیسی: HMAS Westralia (F95)) یک کشتی به طول ۴۴۵ فوت (۱۳۶ متر) بود. این کشتی در سال ۱۹۲۹ ساخته شد.